# Fujiwara no Atsutoshi
Fujiwara no Atsutoshi je bio japanski krasopisac iz razdoblja Heiana. Njegov je sin Fujiwara no Sukemasa, također poznati krasopisac, član skupine vrsnih japanskih krasopisaca, trojice zvane Sanseki.